# Paul Spudis
Paul Dee Spudis (1952-29 de agosto de 2018) fue un geólogo y astrónomo lunar estadounidense. Dirigió el programa científico de la misión espacial Clementine y, desde los distintos comités de los que formó parte, fue un firme defensor del retorno a la Luna con el fin de establecer en ella una base para facilitar el lanzamiento de naves hacia otros planetas. Fue coautor del Clementine Atlas of the Moon.

## Biografía
En 1976 obtuvo su graduación en geología en la Universidad Estatal de Arizona, desarrollando a continuación una estancia en el Laboratorio de Propulsión a Chorro coincidiendo con el aterrizaje de una nave en Marte de aquel año. Al año siguiente recaló en la Universidad de Brown para estudiar geología planetaria, centrado en la Luna. Un año más tarde obtuvo su maestría y volvió a Arizona, donde comenzó a trabajar para Ron Greeley, quien se acababa de incorporar a la Universidad Estatal de Arizona. En 1982 obtuvo su doctorado en geología en esta misma universidad.
Tras su graduación trabajó para el Servicio Geológico de los Estados Unidos. En los años siguientes se dedicó a los estudios lunares, promoviendo la idea de la exploración lunar. Se convirtió en investigador principal del programa de geología planetaria de la División de Exploración del Sistema Solar en la Oficina de Ciencia Espacial de la NASA. Se especializó en el estudio del vulcanismo y en los procesos de impacto en los planetas, incluyendo Mercurio y Marte.
Posteriormente se incorporó al Instituto Lunar y Planetario en Houston como científico de plantilla. Finalmente se unió al Laboratorio de Física Aplicada de la Universidad Johns Hopkins, en calidad de experto científico. Regresó al Instituto Lunar y Planetario en Houston en 2008.
Participó como miembro del Grupo de Síntesis en Washington D. C., un comité de la Casa Blanca, en 1991. En 1994 fue el director delegado del equipo de científicos de la misión Clementine. También ha sido asesor en numerosos comités. En el Laboratorio de Propulsión a Chorro de la Universidad Johns Hopkins desarrolló un sistema de imágenes de radar para la misión india a la Luna, Chandrayaan-1. También fue miembro de la Comisión Presidencial 2004 para la Implementación de la Política de Exploración Espacial de los Estados Unidos. Fue miembro del equipo del experimento Mini-RF —un radar miniaturizado de altas prestaciones y bajo consumo— de la misión Lunar Reconnaissance Orbiter de la NASA.
Spudis fue muy conocido como el principal defensor de un regreso a la Luna para utilizar sus recursos con vistas a establecer y abastecer un sistema de transporte espacial con basado allí.
Entre otras publicaciones, fue coautor con Ben Bussey del Clementine Atlas of the Moon.
Estuvo casado a Anne M. —Seaborne— Spudis.

## Eponimia
- El asteroide del cinturón interior 7560 Spudis está nombrado en honor de Paul Spudis.[2]

## Obra

### Libros
- Paul D. Spudis, The geology of multi-ring impact basins: The Moon and other planets, Cambridge University Press, 1993.
- Paul D. Spudis, The Once and Future Moon, Smithsonian Institution Press, 1996, ISBN 1-56098-634-4.
- Ben Bussey and Paul D. Spudis, The Clementine Atlas of the Moon, Cambridge University Press, 2004, ISBN 0-521-81528-2.
- Anne and Paul Spudis, Moonwake: The Lunar Frontier, Xlibris Corporation, 2005, ISBN 1-4257-0091-8.
- Paul D. Spudis, "Blogging the Moon: The Once and Future Moon Collection", Apogee Prime Books, 2010, ISBN 978-1-926837-17-8.